# Windows 8
Windows 8 is een besturingssysteem ontwikkeld door Microsoft voor het gebruik op computers, laptops en tablets en is de opvolger van Windows 7. De RTM-versie werd uitgegeven op 1 augustus 2012 en de definitieve consumentenversie is beschikbaar sinds 26 oktober 2012. TechNet- en MSDN-gebruikers (of een andere soort account met de mogelijkheid voor het verkrijgen van een licentie van Windows 8) konden het besturingssysteem al gebruiken vanaf 15 augustus 2012. Windows Server 2012 is ongeveer tegelijk met Windows 8 uitgebracht. Windows 8 is op 17 oktober 2013 opgevolgd door Windows 8.1. Windows 8.1 is gratis beschikbaar in de Windows Store voor iedereen met Windows 8.

## Nieuw in Windows 8
Volgens het 'Windows Design Team' is het verschil tussen Windows 7 en Windows 8 dat Windows 8 veel efficiënter met de chipset kan omgaan, waardoor het systeem sneller wordt. Windows 7 was daarentegen meer gefocust op het verbeteren van de klassieke Windows-ervaring.
Windows 8 beschikt over een geheel nieuwe gebruikersinterface, Modern UI (codenaam Metro). Deze interface wordt ook toegepast op de Windows Phone, Xbox, Office 2013 en Zune. De nieuwe interface is ontworpen om beter geschikt te zijn voor touchscreens, maar ook om goed te werken met muis en toetsenbord. Een versie van Windows 8, genaamd Windows RT, is specifiek ontwikkeld voor tablets en Microsofts eigen Surface RT-tablet en biedt ondersteuning voor ARM-processors.

## Ontwikkeling

### Windows 8

#### Aankondiging
De ontwikkeling van Windows 8 startte voordat Windows 7 verkrijgbaar was in 2009. In januari 2011, op de Consumer Electronics Show (CES), kondigde Microsoft aan dat Windows 8 ondersteuning zal bieden voor ARM-processors, samen met de ondersteuning voor microprocessors van Intel, AMD en VIA, die al langer aanwezig waren. Op 1 juni 2011 kondigde Microsoft Windows 8 officieel aan, en liet het ook al een stukje zien van de geheel nieuwe interface, samen met nog enkele andere nieuwe functies op de Taipei Computex 2011 in Taipei (Taiwan). Later volgde nog de D9 converence in Californië (Verenigde Staten) door Julie Larson en Microsoft Windows-voorzitter Steven Sinofsky.
Even voordat de BUILD-conferentie van Microsoft van start ging, opende Microsoft een nieuwe blog, genaamd "Building Windows 8" voor gebruikers en ontwikkelaars op 15 augustus 2011.

#### Developer Preview
Microsoft maakte diverse nieuwe functies en verbeteringen in Windows 8 bekend op de eerste dag van de BUILD-conferentie op 13 september 2011. Microsoft gaf ook de Windows Developer Preview (build 8102) van Windows 8 vrij aan ontwikkelaars om te downloaden en te starten met het ontwikkelen van applicaties. De Developer Preview bracht enkele programma's mee voor het ontwikkelen van Metro-apps, zoals Microsoft Windows SDK voor Metro Style Apps, Microsoft Visual Studio 11 Express voor Windows 8 Developer Preview en Microsoft Expression Blend 5 Developer Preview. Volgens Microsoft werd de Developer Preview in de eerste 12 uur meer dan 500.000 keer gedownload. De Developer Preview was ook het debuut voor het startscherm. De startknop op het bureaublad opent nu het startscherm in plaats van het startmenu.
Op 16 februari 2012 maakte Microsoft bekend dat de vervaldatum van de Developer Preview was uitgesteld. Normaal was dit op 11 maart 2012, maar dit werd verschoven naar 15 januari 2013. De gebruiker moest deze nieuwe vervaldatum wel zelf activeren.

#### Consumer Preview
Op 29 februari 2012 bracht Microsoft de Windows 8 Consumer Preview uit, de bètaversie van Windows 8 had build 8250. Voor de eerste keer sinds Windows 95 was de Start-knop niet langer aanwezig in de taakbalk. Het startscherm kon nu benaderd worden door te klikken in de linker onderhoek van het scherm of door te klikken op de startknop in de Charms bar. Windows President Steven Sinofsky meldde dat er meer dan 100.000 aanpassingen zijn doorgevoerd sinds de Windows Developer Preview beschikbaar was voor het publiek. In de eerste dag dat de Windows 8 Consumer Preview beschikbaar was werd hij meer dan een miljoen keer gedownload. Net als de Windows Developer Preview, is de Windows 8 Consumer Preview op 15 januari 2013 vervallen.

#### Release Preview
Op de Japan's Developer Day-conferentie kondigde Steven Sinofsky de Windows 8 Release Preview aan (build 8400). Hij zou beschikbaar zijn in de eerste week van juni, maar was al te downloaden op 31 mei 2012. Op 28 mei 2012 belandde de Release Preview al op verschillende BitTorrentwebsites, maar dit was enkel de Chinese x64-versie.
De grootste wijzigingen in de Windows 8 Release Preview zijn de ondersteuning voor Flash in de Metroversie van Internet Explorer 10, drie nieuwe standaard apps: Sport, Reizen en Nieuws. In tegenstelling tot de Developer Preview en de Consumer Preview verloopt de Release Preview op 16 januari 2013, een dag later dan de twee eerder genoemde versies.

#### RTM
Windows 8 bereikte de RTM (Release To Manufacturing)-milestone op 1 augustus 2012. Deze versie bevat nieuwe achtergronden, zowel voor het startscherm, het vergrendelscherm als voor het bureaublad. Ook zijn er nog kleine aanpassingen doorgevoerd aan de Modern UI. Tevens is de term Metro geschrapt en vervangen door Modern UI. Het buildnummer is 9200. Op 26 oktober 2012 moet Windows 8 in de winkels liggen. De Windows 8 RTM werd op 15 augustus 2012 beschikbaar voor ontwikkelaars via de site van MSDN en op 16 augustus 2012 voor bedrijven via Microsoft Software Assurance.

### Windows 8.1

#### Aankondiging
De update Windows 8.1 werd officieel aangekondigd eind mei 2013. Bij de aankondiging werden diverse verbeteringen uit de doeken gedaan. Later publiceerde Microsoft ook nog een filmpje waar nieuwe functionaliteit werd getoond. Windows 8.1 wordt een gratis update voor gebruikers van Windows 8.

#### Milestone Preview
De Windows 8.1 Milestone Preview werd vrijgegeven op 26 juni 2013 en zal worden uitgedeeld via de Windows Store. Iedereen met Windows 8 zal deze preview gratis kunnen gebruiken en testen. Nieuwe functies zijn onder andere een verbeterd startscherm, nieuwe apps en Internet Explorer 11 bèta. De Milestone Preview zou ook verbeterde ondersteuning brengen voor portretmodus en kleinere schermen. Verder zijn er diverse personalisatie-opties toegevoegd en maakt ook de startknop zijn intrede.

#### RTM
Windows 8.1 bereikte de RTM-milestone op 21 augustus 2013. Microsoft maakte bekend dat deze versie nog niet volledig af was en dat ze tussen de RTM en 17 oktober 2013, de dag dat Windows 8.1 beschikbaar zal zijn voor het grote publiek, het besturingssysteem nog verder willen verbeteren. De RTM bevat nieuwe achtergronden, voor zowel de desktop als het Startscherm, tegenover de Milestone Preview, ook de stabiele versie van Internet Explorer 11 is aanwezig. Verder zijn er verschillende bugs opgelost.
In de GA (general availablitilty)-versie van Windows 8.1, die via de Windows Store werd vrijgegeven, zijn nog diverse andere aanpassingen doorgevoerd. Tegels van desktopapplicaties kregen een lichtere kleur die meer in contrast staat met het eigenlijke pictogram. Ook heeft de Windows Store nu een Live-tegel die uitgelichte apps toont. Op 17 oktober 2013 kregen ook alle ingebouwde apps in Windows 8.1 nog een extra update, vele daarvan zijn voor het herstellen van bugs, sommige apps beschikken echter ook over bijgewerkte functionaliteit.

#### Update
Microsoft kondigde Windows 8.1 Update 1 officieel aan op Build 2014. De update bevat onder andere een vernieuwde "Apps"-weergaven. Ook heeft Internet Explorer 11 een update gekregen met verbeterde ondersteuning voor WebGL, ECMAScript en nieuwe ontwikkelaarshulpmiddelen. Het startscherm toont voortaan een zoek- en aan/uit-knop en contextmenu's zijn nu muisvriendelijk. Ook zullen gebruikers zonder aanraakscherm voortaan standaard naar de desktop booten, heeft Internet Explorer Touch de optie om het tonen van de tabbladen en adresbalk standaard aanstaan en zijn ook alle standaardprogramma's ingesteld op desktop-apps. Ook wordt het mogelijk om Windows-apps in de taakbalk te openen, en bevatten deze apps een titelbalk. De Windows Store zou ook een visuele update krijgen, na de lancering van Update 1.

#### Maandelijkse updates
Op 5 augustus 2014 kondigde Microsoft aan dat het niet langer updates aan Windows 8.1 zou opsparen voor een gezamenlijke vrijgaven, zoals werd gedaan met Windows 8.1 Update, maar in plaats daarvan nieuwe functies of verbeteringen aan bestaande functies maandelijks zou uitrollen. De updates van mei 2014 en juni 2014 waren hier al een voorbeeld van.

## Nieuwe functies en aanpassingen
Windows 8 is op 26 oktober 2012 vrijgegeven, onderstaande functies zijn aanwezig in de Release Preview of zijn bevestigd, maar deze lijst is (nog) niet compleet.

### Modern UI
De meest opmerkelijke verandering van Windows 8 ten opzichte van eerdere versies is de gebruikersinterface, waaronder het startscherm dat bestaat uit tegels die applicaties voorstellen. Dit startscherm verschijnt bij het opstarten van Windows 8 (het bureaublad is niet meer gelijk zichtbaar). De manier om op het bureaublad te komen is dat een van deze tegels het bureaublad in het klein weergeeft en als men daar op klikt komt het bureaublad in zijn vertrouwde vorm tevoorschijn (echter standaard zonder startknop, in tegenstelling tot Windows 7). De tegels updaten continu om relevante informatie te kunnen weergeven en ze kunnen door de gebruiker enigszins worden geordend. Microsoft heeft zich vooral geconcentreerd op het maken van een eenvoudig startscherm en daardoor zijn de opties beperkt. Dit is onder andere nodig om Windows 8 geschikt te maken voor gebruik met een touchscreen. De interactieve elementen zijn groot, het aantal opties en instellingen is beperkt tot het absoluut functionele en de tegels zijn vlak en helder gekleurd om het startscherm visueel overzichtelijk te houden. Elke tegel geeft een applicatie (app), link naar een site, of Windowsprogramma weer, dat door op de tegel te klikken gestart kan worden.
Als men op een tegel klikt wordt de app of het programma tevoorschijn gehaald en eventuele items onder de tegel worden dan uitgebreid weergegeven. Sommige tegels vormen een soort voorgeïnstalleerde websites, zoals weer of beurskoersen.
Het bureaublad is daardoor wat meer op de achtergrond gekomen en dient er eigenlijk meer voor als men de computer gaat gebruiken voor de meer klassieke doeleinden die men voorheen in Windows ook uit kon voeren. Om even snel te kijken op Windows 8 hoeft het gehele bureaublad niet meer gebruikt te worden.
Microsoft heeft voor Windows 8 een App Store opgezet zoals die ook bestaat voor Android en iOS. Hierin staan applicaties die passen in de nieuwe vormgeving van het startscherm, deze gebruikersinterface (UI) is ook bekend als de Modern UI. De Modern UI staat vrijwel volledig naast de gewone Windowsdesktop. Alleen nieuwe apps werken in de Modern UI. De Modern UI wordt gekenmerkt doordat hij altijd het volledige scherm omvat, al is het mogelijk maximaal twee applicaties gelijktijdig weer te geven (bijvoorbeeld een app en de desktop). Verder biedt de Modern UI standaardmethoden voor apps om informatie met elkaar te delen en informatie te verkrijgen van sensors zoals locatie/gps, gyrometers, foto- en videocamera's.
Om beter te passen bij de Modern UI kregen de vensters en taakbalken wat minder franjes: Windows Aero maakt geen deel meer uit van Windows 8, de vensterhoeken worden niet meer afgerond en schaduwen zijn geschrapt.

### Charms bar
Enkele functies uit het vroegere Startmenu zijn nu te vinden in de zogenoemde Charms bar. Die is bereikbaar door naar binnen te vegen vanaf de rechterrand van het scherm of door de muis in de bovenste of onderste hoek van de rechterkant van het scherm te plaatsen en naar boven te schuiven. In de Windows Developer Preview was het menu nog bereikbaar via een alternatieve startknop, voor apparaten met een touchscreen was het wel toegankelijk aan de rechterkant. Sinds de Consumer Preview is dit menu beschikbaar voor desktops. De functies zijn, van boven naar onder:
- Zoeken, de zoekfunctie van Windows 8. Indien er een app geopend is wordt in deze app gezocht, tenzij men dat zelf anders instelt.
- Delen, hier wordt getoond met welke apps een app iets kan delen, dit verschilt dan ook per app.
- Start, deze knop brengt de gebruiker terug naar het Startscherm en heeft dezelfde functionaliteit als de linkeronderhoek en de Windows-toets. De kleur van deze knop varieert met de kleur die is gekozen voor het startscherm.
- Apparaten, hier kan randapparatuur worden beheerd, zoals een tweede scherm.
- Instellingen, hier kunnen algemene instellingen worden beheerd, zowel voor Windows als voor de dan geopende app. Instellingen zoals afsluiten, geluid en netwerk zijn hier te vinden.

### Overige
- Internet Explorer 10 wordt meegeleverd als desktop- en Modern UI-app. Er wordt in de Modern UI-versie geen ondersteuning geboden voor plug-ins (uitgezonderd Flash, dat op de meeste sites kan worden uitgevoerd als ze niet op de 'blacklist' staan van Microsoft). De desktopversie biedt volledige ondersteuning voor Flash en plug-ins.[25] Verder is de ondersteuning voor webstandaarden uitgebreid. Internet Explorer 10 is ook beschikbaar voor Windows 7 als een update.
- Het is voortaan mogelijk om in te loggen op Windows met een Microsoft Account. Dit zal ervoor zorgen dat de gebruiker op alle Windows 8-hardware kan inloggen met zijn eigen instellingen en profiel. Deze worden gesynchroniseerd via OneDrive, dat tevens ver is geïntegreerd.[26]
- Windows Store is toegevoegd voor het downloaden van apps voor zowel de Modern UI-omgeving als de desktopomgeving. Voor desktopapps is het niet mogelijk deze direct uit de Windows Store te downloaden. Modern UI-apps moeten via de Windows Store worden geïnstalleerd of via een door een bedrijf opgezette App Store.[27]
- Windows Update is verbeterd en vereist nu nog enkel één herstart per maand, namelijk op Patch Tuesday. De gebruiker moet nu niet meer binnen de 10 minuten, het uur of 4 uur herstarten, maar krijgt twee dagen de tijd.
- Er zijn twee nieuwe manieren om in te loggen: via een afbeelding, waarbij de gebruiker een afbeelding krijgt en daarop drie bewegingen moet maken,[28][29] en pin-login, waarbij de gebruiker een 4 cijfers tellende pincode moet invoeren. Daarnaast blijft ook het traditionele wachtwoord met meerdere tekens mogelijk.[30]
- Windows Verkenner beschikt nu over de Ribbon-interface. Het overdragen, verplaatsen en verwijderen van bestanden is verbeterd en biedt nu betere statistieken. Ook is het mogelijk om een van deze taken te pauzeren. Ook is het makkelijker om conflicten bij het overzetten van bestanden te beheren.[31]
- Hybrid Boot staat Windows 8 toe sneller op te starten en maakt gebruik van technologie die ook wordt gebruikt bij slaapstand. Windows slaat nu het geheugen van de Windows Core op op de harde schijf zodat deze sneller kan worden opgeroepen.[32][33][34]
- Windows To Go stelt Windows 8 Enterprise-gebruikers in staat om Windows 8 te booten vanaf een USB-apparaat (bv. een USB-stick).[35][36]
- Er zijn twee nieuwe herstelfuncties toegevoegd: Refresh en Reset. Refresh zorgt ervoor dat alle bestanden van Windows worden hersteld naar de originele staat, maar instellingen, bestanden, Modern UI-apps en desktopprogramma's blijven ongeschonden. Een reset brengt Windows 8 terug naar de fabrieksinstellingen en verwijdert alles.[37]
- Native ondersteuning voor USB 3.0.[38]
- Een nieuw vergrendelingsscherm toont een klok en notificaties als de computer is vergrendeld.[39]
- Windows Taakbeheer is geheel vernieuwd.[40]
- Xbox Live-integratie.[41]
- Storage Space stelt gebruikers in staat om verschillende harde schijven en virtuele harde schijven samen te voegen tot 1 schijf zodat het een enkele volume wordt.[42]
- Family Safety stelt ouders in staat om de mogelijkheden van hun kind op de computer in te perken. Ook het monitoren van hun activiteiten op de pc en het internet is mogelijk.[43][44][45]
- Windows Defender beschikt nu over een antivirusfunctie, gelijkaardig aan Microsoft Security Essentials. Behalve de naam tonen beide niet zoveel verschil. Het is waarschijnlijk de bedoeling dat Defender de plaats van Security Essentials zal innemen. Het is onmogelijk om Microsoft Security Essentials te installeren op een Windows 8-installatie.[46]
- Om de beveiliging tegen malware te verbeteren is het SmartScreen-filter, dat al in Internet Explorer bestond, geïntroduceerd in Windows zelf. Het filter controleert de reputatie van gedownloade programma's (ook van programma's die niet met Internet Explorer gedownload zijn), en geeft een waarschuwing als een programma geen gevestigde reputatie heeft (en er dus een verhoogde kans is dat het schadelijk is).

## Verwijderde functies

### Windows Shell
- De Startknop is verwijderd, het is wel nog mogelijk enige oude functies daarvan te bereiken als een hotspot in de linkeronderhoek van het scherm, en in de Charms Bar.[47]
- Het Startmenu is verwijderd. Een fullscreenvariant neemt deze taak over: het Startscherm.[48]
- Het Aero Glass uit Windows Vista en Windows 7 is vervallen in Windows 8, hiervoor in de plaats is een Modern UI-gebaseerd thema gekomen.[49]
- Microsoft Gadgets, dat is toegevoegd in Windows Vista en verbeterd in Windows 7, is verwijderd uit Windows 8. Veel voormalige gadgets zijn nu via Live Tiles te draaien.[50]

### Verkenner
- De command-bar is niet langer beschikbaar en is vervangen door een Ribbon.[51]

### Multimedia
- Windows Media Center is niet langer beschikbaar in alle Windows 8 Edities maar is beschikbaar als een add-on voor Windows 8 Pro.[52]
- Windows Media Player ondersteunt niet langer het afspelen van een dvd. Deze functie wordt teruggezet bij het installeren van de add-on.[52]

### Standaarden
- Het POSIX-subsysteem, Interix, is verwijderd.[53]

### Overige
- "Vorige versies" en Windows Back-up zijn vervangen door een gelijkaardige functie genaamd Bestandsgeschiedenis.[54]
- Het Blue Screen of Death (BSOD) is gebruiksvriendelijker en bevat minder informatie over het probleem dat is opgetreden en de computer afsloot.[55]
- Windows CardSpace is verwijderd en vervangen door U-Prove.[56]
- Ouderlijk toezicht is verwijderd en vervangen door Family Safety, een programma uit de Windows Essentials.[57]

## Systeemvereisten
De systeemeisen van de Windows 8 zijn dezelfde als die voor Windows 7 (behalve voor de CPU); deze systeemvereisten veranderen mogelijk nog in de volledige versie.
| Processorarchitectuur    | x86 (32 bit)                                     | x86-64 (64 bit)                                  |
| Processor                | 1 GHz of sneller                                 | 1 GHz of sneller                                 |
| RAM                      | 1 GB                                             | 2 GB                                             |
| Grafische kaart          | Microsoft DirectX 9-, grafisch apparaat of hoger | Microsoft DirectX 9-, grafisch apparaat of hoger |
| Beschikbare schijfruimte | 16 GB                                            | 20 GB                                            |

Om gebruik te kunnen maken van Metro-styled apps is een schermresolutie van 1024×768 of hoger vereist. Om gebruik te kunnen maken van Snap, zodat men twee applicaties naast elkaar kan gebruiken, is een schermresolutie van 1366×768 of hoger vereist.
Officieel ondersteunde virtualisatieplatformen in de Windows 8 Consumer Preview zijn Hyper-V in de Windows Developer Preview, Hyper-V in Windows Server 2008 R2, VMWare Workstation 8.0.2 voor Windows, VirtualBox 4.1.8 voor Windows, Parallels Workstation 6 voor Windows, Parallels Desktop 4 voor Windows en XenDesktop 5.5.
Om een logocertificatie van Microsoft te krijgen, vereist Microsoft dat een computer in minder dan twee seconden kan ontwaken uit stand-by op een x86-architectuur.

### Tablets
Microsoft heeft voor tablets minimale hardwarevereisten opgelegd voor apparaten gemaakt om met Windows 8 te werken.
| Videokaart          | DirectX 10 grafische hardware met WDDM 1.2 of hoger. |
| Opslag              | 10 GB vrije ruimte als Windows volledig is geïnstalleerd |
| Standaardknoppen    | 'Aan-uit', 'Draaivergrendeling', 'Windowstoets', 'Volume Verhogen (+)', 'Volume Verlagen (-)' |
| Beeldscherm         | Touchscreen met ondersteuning voor 5 aanraakpunten en een minimumresolutie van 1024×768 pixels. De native resolutie mag hoger liggen dan 1366 (horizontaal) en 768 (verticaal). De minimale kleurendiepte is 32 bits. Als de resolutie lager is dan 1366×768 pixels, moet de gebruiker gemeld worden dat Snap niet beschikbaar is. |
| Camera              | Minimaal 720p |
| Ambient-lichtsensor | 1-30k lux capable met dynamic range van 5-60K |
| Versnellingsmeter   | Drie sensoren met minstens 50 Hz of hoger |
| USB 2.0             | Minstens 1 poort en 1 controller. |
| Verbinding          | Wifi en Bluetooth 4.0 + LE |
| Overige             | Luidsprekers, microfoon, magnetometer en gyroscoop |

### Secure boot
Secure boot is een controversiële UEFI-gebaseerde functie die "ongeautoriseerde software, besturingssystemen en drivers verhindert te starten met het systeem".
Hardwarefabrikanten die het Microsoft Certification Program (een programma waarmee fabrikanten aan een beleid moeten voldoen en mogen zeggen dat hun hardware is gemaakt voor Windows 8) willen volgen zijn verplicht om UEFI te gebruiken met Secure boot aan. Microsoft wil ook dat de mogelijkheid bestaat om Secure boot uit te schakelen op x86-hardware, maar deze functie is niet verplicht op ARM-hardware. Er is niets bekend over certificaten van derde partijen om alternatieve software te kunnen starten.

## Installatie
Naast een installatie via optische schijf of ISO-formaat zal het in Windows 8 ook mogelijk zijn om het systeem te installeren via het internet. Volgens Microsoft zou deze manier sneller moeten gaan en zou de totale omvang van de installatie kleiner moeten zijn. Ook het upgraden van een oude Windowsversie is aangepast: naast een volledige herinstallatie of volledige upgrade met alle bestanden zal het ook mogelijk zijn om enkel persoonlijke bestanden mee over te zetten.

## Softwarecompatibiliteit
Windows 8 voor IA-32 en x64 zal de meeste software van voorgaande Windowsversies kunnen draaien met dezelfde restricties als Windows 7: de 64 bitversie van Windows 8 is in staat om 64 bit- en 32 bitsoftware te draaien, terwijl de 32 bitversie van Windows 8 in staat is om 32 bit- en 16 bitsoftware te draaien (hoewel sommige 16 bitsoftware aangepaste instellingen vereist of helemaal niet werkt).
Windows RT, een versie van Windows 8 die gemaakt is voor de ARM-instructieset, ondersteunt enkel programma's die standaard zijn ingebouwd in Windows, worden meegeleverd met Windows Update of zijn gedownload vanuit de Windows Store. Microsoft Office 2013 RT wordt ook meegeleverd met Windows RT. Windows RT biedt geen ondersteuning voor het uitvoeren, emuleren of het porten van bestaande x86/64-desktopprogramma's op de ARM-architectuur.
Metro-style-applicaties kunnen wel worden gebruikt op zowel Windows 8 als Windows RT, ook is het mogelijk dat deze enkel een bepaalde architectuur ondersteunen.

## Upgrades

### Van Windows XP tot 8 RP
Er komt een upgradepakket naar Windows 8. Deze upgrade kan een installatie van Windows XP, Windows Vista, Windows 7 en de Windows 8 Release Preview upgraden naar Windows 8. Enkel de computers die op het moment van upgraden naar Windows 8 op Windows 7 draaien kunnen alle instellingen, bestanden en applicaties meenemen naar Windows 8. Windows Vista-computers kunnen alleen instellingen en bestanden meenemen en bij Windows XP zijn alleen de bestanden te redden. Vanuit oudere versies overgaan op Windows 8 vereist een 'schone installatie' van Windows 8 waarbij alles wat op de harde schijf stond verloren gaat.

### Vanaf Windows 7 na 2 juni 2012
Op 2 juni startte Microsoft het upgradeprogramma voor Windows 7. Als men een apparaat kocht met Windows 7 kon men Windows 8 aankopen voor 15 dollar (tenzij het ging om een Windows 7 Starter). Microsoft gaf aan dat Windows 8 in de eerste week van augustus 2012 in de nieuwe versie naar de dvd-persfabrieken en naar pc-partners werd gestuurd. Consumenten moesten wachten tot 26 oktober 2012.

## Logo

Het logo van Windows 8.

Microsoft heeft afscheid genomen van het oude logo met de kleuren rood, groen, geel en blauw. Het is ingeruild voor een nieuw logo in één kleur (standaard is dat lichtblauw) dat de relatie symboliseert met de tiles in het Modern UI. Volgens Microsoft is het logo niet echt opnieuw ontworpen, maar juist meer naar zijn oorspronkelijke betekenis teruggebracht. De gebruiker kan door een ander kleurenthema te kiezen de kleur van het logo veranderen.

## Edities
Op 16 april 2012 kondigde Microsoft aan dat Windows 8 beschikbaar zou komen in vier versies. Windows 8 en Windows 8 Pro liggen in de winkel voor de consumenten in de meeste landen. Windows 8 Enterprise is enkel beschikbaar voor bedrijven. Windows RT wordt alleen vooraf geïnstalleerd op tablets met de ARM-architectuur die draaien op Windows.
Er is ook een serverversie uitgebracht van Windows 8 genaamd Windows Server 2012.

## Kritiek
Windows 8 werd zeer gemengd onthaald. Zo werd er onder meer uitvoerig kritiek geuit op het nieuwe Metroscherm en het ontbreken van de vertrouwde startknop en het startmenu.
Verscheidene game-ontwikkelaars becommentarieerden de geslotenheid van de Windows Store. Gabe Newell van Valve beschreef Windows 8 als "een catastrofe". Om hun standpunt over Windows 8 kracht bij te zetten, lanceerde Valve "Steam on Linux". Daarnaast uitten onder meer Rob Pardo van Activision Blizzard en Markus Persson (de ontwikkelaar van het populaire spel Minecraft) hun ongenoegen over de Windows Store.